# Élections départementales de 2015 dans les Hautes-Alpes
Les élections départementales ont lieu les 22 et 29 mars 2015.

## Contexte départemental

### Assemblée départementale sortante
Avant les élections, le conseil général des Hautes-Alpes est présidé par Michel Roy (UMP). Il comprend 30 conseillers généraux issus des 30 cantons des Hautes-Alpes. Après le redécoupage cantonal de 2014, ce sont 30 conseillers qui seront élus au sein des 15 nouveaux cantons des Hautes-Alpes.
| Parti                             | Sigle | Sigle | Élus |
| --------------------------------- | ----- | ----- | ---- |
| Majorité (16 sièges)              |       |       |      |
| Union pour un mouvement populaire |       | UMP   | 8    |
| Divers droite                     |       | DVD   | 8    |
| Opposition (14 sièges)            |       |       |      |
| Parti socialiste                  |       | PS    | 6    |
| Divers gauche                     |       | DVG   | 4    |
| Parti radical de gauche           |       | PRG   | 3    |
| Divers droite                     |       | DVD   | 1    |
| Président du Conseil général      |       |       |      |
| Michel Roy (UMP)                  |       |       |      |

### Assemblée départementale élue
| Parti                                | Sigle | Sigle | Élus |
| ------------------------------------ | ----- | ----- | ---- |
| Majorité (24 sièges)                 |       |       |      |
| Divers droite                        |       | DVD   | 11   |
| Union pour un mouvement populaire    |       | UMP   | 9    |
| Union des démocrates et indépendants |       | UDI   | 2    |
| Divers gauche                        |       | DVG   | 2    |
| Opposition (6 sièges)                |       |       |      |
| Parti socialiste                     |       | PS    | 3    |
| Divers gauche                        |       | DVG   | 2    |
| Parti radical de gauche              |       | PRG   | 1    |
| Président du Conseil départemental   |       |       |      |
| Jean-Marie Bernard (UMP)             |       |       |      |

## Résultats à l'échelle du département

### Résultats départementaux
Les nuances utilisées par le ministère de l'Intérieur ne tiennent pas compte des alliances locales.
| Binômes     | Binômes     | Premier tour | Premier tour | Second tour | Second tour | Sièges |
| Binômes     | Binômes     | Voix         | %            | Voix        | %           | Sièges |
| ----------- | ----------- | ------------ | ------------ | ----------- | ----------- | ------ |
|             | DVD         | 13 435       | 25,08        | 4 401       | 11,01       | 12     |
|             | UMP-UDI     | 10 454       | 19,51        | 12 198      | 30,52       | 6      |
|             | UMP         | 3 406        | 6,36         | 3 823       | 9,56        | 4      |
|             | UDI         | 591          | 1,10         |             |             |        |
| Droite      | Droite      | 27 886       | 52,05        | 20 422      | 51,09       | 22     |
|             |             |              |              |             |             |        |
|             | PS-PRG      | 7 020        | 13,10        | 8 922       | 22,32       | 4      |
|             | DVG         | 8 046        | 15,02        | 7 353       | 18,40       | 4      |
|             | PS          | 2 338        | 4,36         | 3 275       | 8,19        | 0      |
|             | PCF-E!-EELV | 3 518        | 6,57         |             |             |        |
| Gauche      | Gauche      | 20 922       | 39,06        | 19 550      | 48,91       | 8      |
|             |             |              |              |             |             |        |
|             | FN          | 4 764        | 8,89         |             |             |        |
|             |             |              |              |             |             |        |
|             |             |              |              |             |             |        |
| Inscrits    | Inscrits    | 108 286      | 100,00       | 79 752      | 100,00      |        |
| Abstentions | Abstentions | 49 154       | 45,39        | 35 861      | 44,97       |        |
| Votants     | Votants     | 59 132       | 54,61        | 43 891      | 55,03       |        |
| Blancs      | Blancs      | 3 685        | 6,23         | 2 519       | 5,74        |        |
| Nuls        | Nuls        | 1 875        | 3,17         | 1 400       | 3,19        |        |
| Exprimés    | Exprimés    | 53 572       | 90,60        | 39 972      | 91,07       |        |

### Résultats par canton
| Canton                    | Conseiller sortant    | Parti                | Parti       | Conseiller élu     | Parti           | Parti           |
| ------------------------- | --------------------- | -------------------- | ----------- | ------------------ | --------------- | --------------- |
| Aiguilles                 | Jean-Louis Poncet     |                      | DVD         | Canton supprimé    | Canton supprimé | Canton supprimé |
| L'Argentière-la-Bessée    | Pierre Denis          |                      | PRG         | Jean Conreaux      |                 | DVD             |
| L'Argentière-la-Bessée    | Pierre Denis          | Marie-Noëlle Disdier | PRG         |                    | DVD             |                 |
| Aspres-sur-Buëch          | Jean-Luc Lombard      |                      | DVD         | Canton supprimé    | Canton supprimé | Canton supprimé |
| Barcillonnette            | Rémi Costorier        |                      | DVD         | Canton supprimé    | Canton supprimé | Canton supprimé |
| La Bâtie-Neuve            | Joël Bonnaffoux       |                      | PS          | Canton supprimé    | Canton supprimé | Canton supprimé |
| Briançon-Nord             | Gérard Fromm          |                      | PS          | Canton supprimé    | Canton supprimé | Canton supprimé |
| Briançon-Sud              | Monique Estachy       |                      | UMP         | Canton supprimé    | Canton supprimé | Canton supprimé |
| Briançon-1                | Canton créé           | Canton créé          | Canton créé | Marine Michel      |                 | UMP             |
| Briançon-1                | Canton créé           | Canton créé          | Canton créé | Arnaud Murgia      |                 | UMP             |
| Briançon-2                | Canton créé           | Canton créé          | Canton créé | Gérard Fromm       |                 | PS              |
| Briançon-2                | Canton créé           | Canton créé          | Canton créé | Aurélie Poyau      |                 | PS              |
| Chorges                   | Bernard Allard-Latour |                      | PRG         | Joël Bonnaffoux    |                 | PS              |
| Chorges                   | Bernard Allard-Latour | Valérie Rossi        | PRG         |                    | PRG             |                 |
| Dévoluy                   | Jean-Marie Bernard    |                      | UMP         | Canton supprimé    | Canton supprimé | Canton supprimé |
| Embrun                    | Richard Siri          |                      | DVD         | Carole Chauvet     |                 | UMP             |
| Embrun                    | Richard Siri          | Marc Viossat         | DVD         |                    | UDI             |                 |
| Gap-Campagne              | Roger Para            |                      | UMP         | Canton supprimé    | Canton supprimé | Canton supprimé |
| Gap-Centre                | Roger Didier          |                      | DVD         | Canton supprimé    | Canton supprimé | Canton supprimé |
| Gap-Nord-Est              | Claude Feutrier       |                      | PS          | Canton supprimé    | Canton supprimé | Canton supprimé |
| Gap-Nord-Ouest            | Guy Blanc             |                      | DVG         | Canton supprimé    | Canton supprimé | Canton supprimé |
| Gap-Sud-Est               | Bernard Jaussaud      |                      | PS          | Canton supprimé    | Canton supprimé | Canton supprimé |
| Gap-Sud-Ouest             | Christian Graglia     |                      | PS          | Canton supprimé    | Canton supprimé | Canton supprimé |
| Gap-1                     | Canton créé           | Canton créé          | Canton créé | Brigitte Gaudin    |                 | DVD             |
| Gap-1                     | Canton créé           | Canton créé          | Canton créé | Francis Zampa      |                 | DVD             |
| Gap-2                     | Canton créé           | Canton créé          | Canton créé | Daniel Galland     |                 | UMP             |
| Gap-2                     | Canton créé           | Canton créé          | Canton créé | Maryvonne Grenier  |                 | UMP             |
| Gap-3                     | Canton créé           | Canton créé          | Canton créé | Christian Hubaud   |                 | UMP             |
| Gap-3                     | Canton créé           | Canton créé          | Canton créé | Ginette Mostachi   |                 | DVD             |
| Gap-4                     | Canton créé           | Canton créé          | Canton créé | Roger Didier       |                 | DVD             |
| Gap-4                     | Canton créé           | Canton créé          | Canton créé | Bénédicte Ferotin  |                 | DVD             |
| La Grave                  | Xavier Crêt           |                      | DVD         | Canton supprimé    | Canton supprimé | Canton supprimé |
| Guillestre                | Marcel Cannat         |                      | DVD         | Marcel Cannat      |                 | DVD             |
| Guillestre                | Marcel Cannat         | Valérie Garcin       | DVD         |                    | UDI             |                 |
| Laragne-Montéglin         | Auguste Truphème      |                      | DVG         | Florent Armand     |                 | DVG             |
| Laragne-Montéglin         | Auguste Truphème      | Anne Truphème        | DVG         |                    | DVG             |                 |
| Le Monêtier-les-Bains     | Alain Fardella        |                      | PRG         | Canton supprimé    | Canton supprimé | Canton supprimé |
| Orcières                  | Patrick Ricou         |                      | UMP         | Canton supprimé    | Canton supprimé | Canton supprimé |
| Orpierre                  | Julie Ravel           |                      | DVG         | Canton supprimé    | Canton supprimé | Canton supprimé |
| Ribiers                   | Albert Moullet        |                      | DVD         | Canton supprimé    | Canton supprimé | Canton supprimé |
| Rosans                    | Gérard Tenoux         |                      | DVD         | Canton supprimé    | Canton supprimé | Canton supprimé |
| Saint-Bonnet-en-Champsaur | Béatrice Allosia      |                      | UMP         | Béatrice Allosia   |                 | UMP             |
| Saint-Bonnet-en-Champsaur | Béatrice Allosia      | Patrick Ricou        | UMP         |                    | UMP             |                 |
| Saint-Firmin              | Marc Zecconi          |                      | DVG         | Canton supprimé    | Canton supprimé | Canton supprimé |
| Savines-le-Lac            | Victor Bérenguel      |                      | UMP         | Canton supprimé    | Canton supprimé | Canton supprimé |
| Serres                    | Michel Roy            |                      | UMP         | Françoise Pinet    |                 | DVD             |
| Serres                    | Michel Roy            | Gérard Tenoux        | UMP         |                    | DVD             |                 |
| Tallard                   | Jean-Michel Arnaud    |                      | UMP         | Rémy Oddou         |                 | DVG             |
| Tallard                   | Jean-Michel Arnaud    | Patricia Vincent     | UMP         |                    | DVG             |                 |
| Veynes                    | Louis Massot          |                      | PS          | Jean-Marie Bernard |                 | UMP             |
| Veynes                    | Louis Massot          | Bernadette Saudemont | PS          |                    | DVD             |                 |

* Conseillers généraux sortants ne se représentant pas

## Résultats par canton

### Canton de L'Argentière-la-Bessée
| Candidats            | Candidats            | Partis      | Partis      | Premier tour | Premier tour | Second tour | Second tour |
| Candidats            | Candidats            | Partis      | Partis      | Voix         | %            | Voix        | %           |
| -------------------- | -------------------- | ----------- | ----------- | ------------ | ------------ | ----------- | ----------- |
| 1                    | Agnès Antoine        |             | PCF         | 413          | 16,06        |             |             |
| 1                    | Gérard Ladoux        |             | PCF         | 413          | 16,06        |             |             |
| 2                    | Pierre Denis *       |             | PRG         | 746          | 29,00        | 1 254       | 48,64       |
| 2                    | Céline Geoffroy      |             | PS          | 746          | 29,00        | 1 254       | 48,64       |
| 3                    | Martin Faure         |             | DVD         | 457          | 17,77        |             |             |
| 3                    | Sandrine Lutz        |             | DVD         | 457          | 17,77        |             |             |
| 4                    | Jean Conreaux        |             | DVD         | 956          | 37,17        | 1 324       | 51,36       |
| 4                    | Marie-Noëlle Disdier |             | DVD         | 956          | 37,17        | 1 324       | 51,36       |
|                      |                      |             |             |              |              |             |             |
| Inscrits             | Inscrits             | Inscrits    | Inscrits    | 5 437        | 100,00       | 5 436       | 100,00      |
| Abstentions          | Abstentions          | Abstentions | Abstentions | 2 633        | 48,43        | 2 590       | 47,65       |
| Votants              | Votants              | Votants     | Votants     | 2 804        | 51,57        | 2 846       | 52,35       |
| Blancs               | Blancs               | Blancs      | Blancs      | 166          | 5,92         | 195         | 6,85        |
| Nuls                 | Nuls                 | Nuls        | Nuls        | 66           | 2,35         | 73          | 2,57        |
| Exprimés             | Exprimés             | Exprimés    | Exprimés    | 2 572        | 91,73        | 2 578       | 90,58       |
| * conseiller sortant |                      |             |             |              |              |             |             |

### Canton de Briançon-1
| Candidats            | Candidats         | Partis      | Partis      | Premier tour | Premier tour | Second tour | Second tour |
| Candidats            | Candidats         | Partis      | Partis      | Voix         | %            | Voix        | %           |
| -------------------- | ----------------- | ----------- | ----------- | ------------ | ------------ | ----------- | ----------- |
| 1                    | Marine Michel     |             | UMP         | 1 352        | 39,86        | 2 127       | 53,4        |
| 1                    | Arnaud Murgia     |             | UMP         | 1 352        | 39,86        | 2 127       | 53,4        |
| 2                    | Alain Fardella *  |             | PRG         | 1 487        | 43,84        | 1 856       | 46,6        |
| 2                    | Laurence Fine     |             | PRG         | 1 487        | 43,84        | 1 856       | 46,6        |
| 3                    | Catherine Chauvin |             | DVD         | 553          | 16,30        |             |             |
| 3                    | Xavier Cret *     |             | DVD         | 553          | 16,30        |             |             |
|                      |                   |             |             |              |              |             |             |
| Inscrits             | Inscrits          | Inscrits    | Inscrits    | 7 512        | 100,00       | 7 512       | 100,00      |
| Abstentions          | Abstentions       | Abstentions | Abstentions | 3 646        | 48,54        | 3 208       | 42,71       |
| Votants              | Votants           | Votants     | Votants     | 3 866        | 51,46        | 4 304       | 57,29       |
| Blancs               | Blancs            | Blancs      | Blancs      | 271          | 7,01         | 209         | 4,86        |
| Nuls                 | Nuls              | Nuls        | Nuls        | 203          | 5,25         | 112         | 2,6         |
| Exprimés             | Exprimés          | Exprimés    | Exprimés    | 3 392        | 87,74        | 3 983       | 92,54       |
| * conseiller sortant |                   |             |             |              |              |             |             |

### Canton de Briançon-2
| Candidats            | Candidats            | Partis      | Partis      | Premier tour | Premier tour | Second tour | Second tour |
| Candidats            | Candidats            | Partis      | Partis      | Voix         | %            | Voix        | %           |
| -------------------- | -------------------- | ----------- | ----------- | ------------ | ------------ | ----------- | ----------- |
| 1                    | Gérard Fromm *       |             | PS          | 1 362        | 38,8         | 1 892       | 50,13       |
| 1                    | Aurélie Poyau        |             | PS          | 1 362        | 38,8         | 1 892       | 50,13       |
| 2                    | Muriel Jourdain      |             | DVG         | 722          | 20,57        |             |             |
| 2                    | Éric Peythieu        |             | DVG         | 722          | 20,57        |             |             |
| 3                    | Romain Gryzka        |             | UMP         | 1 426        | 40,63        | 1 882       | 49,87       |
| 3                    | Catherine Valdenaire |             | UDI         | 1 426        | 40,63        | 1 882       | 49,87       |
|                      |                      |             |             |              |              |             |             |
| Inscrits             | Inscrits             | Inscrits    | Inscrits    | 7 735        | 100,00       | 7 735       | 100,00      |
| Abstentions          | Abstentions          | Abstentions | Abstentions | 3 861        | 49,92        | 3 544       | 45,82       |
| Votants              | Votants              | Votants     | Votants     | 3 874        | 50,08        | 4 191       | 54,18       |
| Blancs               | Blancs               | Blancs      | Blancs      | 254          | 6,56         | 261         | 6,23        |
| Nuls                 | Nuls                 | Nuls        | Nuls        | 110          | 2,84         | 156         | 3,72        |
| Exprimés             | Exprimés             | Exprimés    | Exprimés    | 3 510        | 90,6         | 3 774       | 90,05       |
| * conseiller sortant |                      |             |             |              |              |             |             |

### Canton de Chorges
| Candidats            | Candidats               | Partis      | Partis      | Premier tour | Premier tour | Second tour | Second tour |
| Candidats            | Candidats               | Partis      | Partis      | Voix         | %            | Voix        | %           |
| -------------------- | ----------------------- | ----------- | ----------- | ------------ | ------------ | ----------- | ----------- |
| 1                    | Joël Reis               |             | FN          | 990          | 20,40        |             |             |
| 1                    | Michèle Thivolle        |             | FN          | 990          | 20,40        |             |             |
| 2                    | Victor Bérenguel *      |             | UMP         | 1 698        | 34,98        | 2 396       | 48,31       |
| 2                    | Murielle Michel-Rispaud |             | DVD         | 1 698        | 34,98        | 2 396       | 48,31       |
| 3                    | Joël Bonnaffoux *       |             | PS          | 2 166        | 44,62        | 2 564       | 51,69       |
| 3                    | Valérie Rossi           |             | PRG         | 2 166        | 44,62        | 2 564       | 51,69       |
|                      |                         |             |             |              |              |             |             |
| Inscrits             | Inscrits                | Inscrits    | Inscrits    | 8 058        | 100,00       | 8 059       | 100,00      |
| Abstentions          | Abstentions             | Abstentions | Abstentions | 3 009        | 37,34        | 2 783       | 34,53       |
| Votants              | Votants                 | Votants     | Votants     | 5 049        | 62,66        | 5 276       | 65,47       |
| Blancs               | Blancs                  | Blancs      | Blancs      | 137          | 2,71         | 206         | 3,9         |
| Nuls                 | Nuls                    | Nuls        | Nuls        | 58           | 1,15         | 110         | 2,08        |
| Exprimés             | Exprimés                | Exprimés    | Exprimés    | 4 854        | 96,14        | 4 960       | 94,01       |
| * conseiller sortant |                         |             |             |              |              |             |             |

### Canton d'Embrun
| Candidats   | Candidats         | Partis      | Partis      | Premier tour | Premier tour | Second tour | Second tour |
| Candidats   | Candidats         | Partis      | Partis      | Voix         | %            | Voix        | %           |
| ----------- | ----------------- | ----------- | ----------- | ------------ | ------------ | ----------- | ----------- |
| 1           | Carole Chauvet    |             | UMP         | 1 650        | 41,2         | 2 327       | 58,36       |
| 1           | Marc Viossat      |             | UDI         | 1 650        | 41,2         | 2 327       | 58,36       |
| 2           | Hélène Clément    |             | DVD         | 1 042        | 26,02        |             |             |
| 2           | Marc Zanetto      |             | UMP         | 1 042        | 26,02        |             |             |
| 3           | François Badjily  |             | DVG         | 0            | 0,00         |             |             |
| 3           | Christine Maximin |             | DVD         | 0            | 0,00         |             |             |
| 4           | Martine Assandri  |             | PS          | 1 313        | 32,78        | 1 660       | 41,64       |
| 4           | Roland Malusi     |             | PRG         | 1 313        | 32,78        | 1 660       | 41,64       |
|             |                   |             |             |              |              |             |             |
| Inscrits    | Inscrits          | Inscrits    | Inscrits    | 8 731        | 100,00       | 8 731       | 100,00      |
| Abstentions | Abstentions       | Abstentions | Abstentions | 4 267        | 48,87        | 4 321       | 49,49       |
| Votants     | Votants           | Votants     | Votants     | 4 464        | 51,13        | 4 410       | 50,51       |
| Blancs      | Blancs            | Blancs      | Blancs      | 319          | 7,15         | 289         | 6,55        |
| Nuls        | Nuls              | Nuls        | Nuls        | 140          | 3,14         | 134         | 3,04        |
| Exprimés    | Exprimés          | Exprimés    | Exprimés    | 4 005        | 89,72        | 3 987       | 90,41       |

### Canton de Gap-1
| Candidats            | Candidats       | Partis      | Partis      | Premier tour | Premier tour | Second tour | Second tour |
| Candidats            | Candidats       | Partis      | Partis      | Voix         | %            | Voix        | %           |
| -------------------- | --------------- | ----------- | ----------- | ------------ | ------------ | ----------- | ----------- |
| 1                    | Guy Blanc *     |             | DVG         | 777          | 24,33        | 1 434       | 49,33       |
| 1                    | Pascale Boyer   |             | PS          | 777          | 24,33        | 1 434       | 49,33       |
| 2                    | Martine Marlois |             | UDI         | 591          | 18,51        |             |             |
| 2                    | Dominique Meyer |             | UDI         | 591          | 18,51        |             |             |
| 3                    | Brigitte Gaudin |             | DVD         | 695          | 21,77        | 1 473       | 50,67       |
| 3                    | Francis Zampa   |             | DVD         | 695          | 21,77        | 1 473       | 50,67       |
| 4                    | Érik Bonnaud    |             | E!          | 467          | 14,63        |             |             |
| 4                    | Isabelle David  |             | EELV        | 467          | 14,63        |             |             |
| 5                    | Patrick Deroin  |             | FN          | 663          | 20,76        |             |             |
| 5                    | Michèle Herbert |             | FN          | 663          | 20,76        |             |             |
|                      |                 |             |             |              |              |             |             |
| Inscrits             | Inscrits        | Inscrits    | Inscrits    | 7 279        | 100,00       | 7 279       | 100,00      |
| Abstentions          | Abstentions     | Abstentions | Abstentions | 3 894        | 53,5         | 4 009       | 55,08       |
| Votants              | Votants         | Votants     | Votants     | 3 385        | 46,5         | 3 270       | 44,92       |
| Blancs               | Blancs          | Blancs      | Blancs      | 127          | 3,75         | 223         | 6,82        |
| Nuls                 | Nuls            | Nuls        | Nuls        | 65           | 1,92         | 140         | 4,28        |
| Exprimés             | Exprimés        | Exprimés    | Exprimés    | 3 193        | 94,33        | 2 907       | 88,9        |
| * conseiller sortant |                 |             |             |              |              |             |             |

### Canton de Gap-2
| Candidats            | Candidats          | Partis      | Partis      | Premier tour | Premier tour | Second tour | Second tour |
| Candidats            | Candidats          | Partis      | Partis      | Voix         | %            | Voix        | %           |
| -------------------- | ------------------ | ----------- | ----------- | ------------ | ------------ | ----------- | ----------- |
| 1                    | Aline Blanchard    |             | DVD         | 456          | 12,69        |             |             |
| 1                    | Sébastien Mathieu  |             | DVD         | 456          | 12,69        |             |             |
| 2                    | Elsa Ferrero       |             | PCF         | 263          | 7,32         |             |             |
| 2                    | Bernard Mascarelli |             | PCF         | 263          | 7,32         |             |             |
| 3                    | Karine Berger      |             | PS          | 1 025        | 28,53        | 1 615       | 48,78       |
| 3                    | Claude Feutrier *  |             | PS          | 1 025        | 28,53        | 1 615       | 48,78       |
| 4                    | Daniel Galland     |             | UMP         | 1 012        | 28,17        | 1 696       | 51,22       |
| 4                    | Maryvonne Grenier  |             | UMP         | 1 012        | 28,17        | 1 696       | 51,22       |
| 5                    | Caroline Antoine   |             | FN          | 837          | 23,30        |             |             |
| 5                    | Philippe Daguebert |             | FN          | 837          | 23,30        |             |             |
|                      |                    |             |             |              |              |             |             |
| Inscrits             | Inscrits           | Inscrits    | Inscrits    | 7 454        | 100,00       | 7 453       | 100,00      |
| Abstentions          | Abstentions        | Abstentions | Abstentions | 3 625        | 48,63        | 3 738       | 50,15       |
| Votants              | Votants            | Votants     | Votants     | 3 829        | 51,37        | 3 715       | 49,85       |
| Blancs               | Blancs             | Blancs      | Blancs      | 149          | 3,89         | 250         | 6,73        |
| Nuls                 | Nuls               | Nuls        | Nuls        | 87           | 2,27         | 154         | 4,15        |
| Exprimés             | Exprimés           | Exprimés    | Exprimés    | 3 593        | 93,84        | 3 311       | 89,13       |
| * conseiller sortant |                    |             |             |              |              |             |             |

### Canton de Gap-3
| Candidats            | Candidats                    | Partis      | Partis      | Premier tour | Premier tour | Second tour | Second tour |
| Candidats            | Candidats                    | Partis      | Partis      | Voix         | %            | Voix        | %           |
| -------------------- | ---------------------------- | ----------- | ----------- | ------------ | ------------ | ----------- | ----------- |
| 1                    | Jean-François Gaspard-Angeli |             | FN          | 921          | 25,65        |             |             |
| 1                    | Martine Lelièvre             |             | FN          | 921          | 25,65        |             |             |
| 2                    | Christian Graglia *          |             | PS          | 1 186        | 33,04        | 1 619       | 47,73       |
| 2                    | Danielle Lange-Mallet        |             | DVG         | 1 186        | 33,04        | 1 619       | 47,73       |
| 3                    | Christian Hubaud             |             | UMP         | 1 222        | 34,04        | 1 773       | 52,27       |
| 3                    | Ginette Mostachi             |             | DVD         | 1 222        | 34,04        | 1 773       | 52,27       |
| 4                    | Nathalie Mayaudon            |             | PCF         | 261          | 7,27         |             |             |
| 4                    | Gilbert Piussi               |             | PCF         | 261          | 7,27         |             |             |
|                      |                              |             |             |              |              |             |             |
| Inscrits             | Inscrits                     | Inscrits    | Inscrits    | 7 379        | 100,00       | 7 378       | 100,00      |
| Abstentions          | Abstentions                  | Abstentions | Abstentions | 3 541        | 47,99        | 3 617       | 49,02       |
| Votants              | Votants                      | Votants     | Votants     | 3 838        | 52,01        | 3 761       | 50,98       |
| Blancs               | Blancs                       | Blancs      | Blancs      | 150          | 3,91         | 218         | 5,8         |
| Nuls                 | Nuls                         | Nuls        | Nuls        | 98           | 2,55         | 151         | 4,01        |
| Exprimés             | Exprimés                     | Exprimés    | Exprimés    | 3 590        | 93,54        | 3 392       | 90,19       |
| * conseiller sortant |                              |             |             |              |              |             |             |

### Canton de Gap-4
| Candidats            | Candidats                   | Partis      | Partis      | Premier tour | Premier tour | Second tour | Second tour |
| Candidats            | Candidats                   | Partis      | Partis      | Voix         | %            | Voix        | %           |
| -------------------- | --------------------------- | ----------- | ----------- | ------------ | ------------ | ----------- | ----------- |
| 1                    | Pierre-Yves Lombard         |             | DVG         | 801          | 24,16        | 1 413       | 46,83       |
| 1                    | Vanessa Picard *            |             | PS          | 801          | 24,16        | 1 413       | 46,83       |
| 2                    | Georges Obninsky            |             | DVG         | 507          | 15,29        |             |             |
| 2                    | Brigitte Vincent-Mundubeltz |             | DVG         | 507          | 15,29        |             |             |
| 3                    | Roger Didier *              |             | DVD         | 1 094        | 33,00        | 1 604       | 53,17       |
| 3                    | Bénédicte Ferotin           |             | DVD         | 1 094        | 33,00        | 1 604       | 53,17       |
| 4                    | Jérôme Emanuel              |             | PCF         | 215          | 6,49         |             |             |
| 4                    | Madeleine Poggionovo        |             | PCF         | 215          | 6,49         |             |             |
| 5                    | Michel Giordano             |             | FN          | 698          | 21,06        |             |             |
| 5                    | Nicole Jean                 |             | FN          | 698          | 21,06        |             |             |
|                      |                             |             |             |              |              |             |             |
| Inscrits             | Inscrits                    | Inscrits    | Inscrits    | 6 596        | 100,00       | 6 596       | 100,00      |
| Abstentions          | Abstentions                 | Abstentions | Abstentions | 3 095        | 46,92        | 3 234       | 49,03       |
| Votants              | Votants                     | Votants     | Votants     | 3 501        | 53,08        | 3 362       | 50,97       |
| Blancs               | Blancs                      | Blancs      | Blancs      | 111          | 3,17         | 231         | 6,87        |
| Nuls                 | Nuls                        | Nuls        | Nuls        | 75           | 2,14         | 114         | 3,39        |
| Exprimés             | Exprimés                    | Exprimés    | Exprimés    | 3 315        | 94,69        | 3 017       | 89,74       |
| * conseiller sortant |                             |             |             |              |              |             |             |

### Canton de Guillestre
| Candidats            | Candidats       | Partis      | Partis      | Premier tour | Premier tour |
| Candidats            | Candidats       | Partis      | Partis      | Voix         | %            |
| -------------------- | --------------- | ----------- | ----------- | ------------ | ------------ |
| 1                    | Marcel Cannat * |             | DVD         | 2 243        | 100,00       |
| 1                    | Valérie Garcin  |             | UDI         | 2 243        | 100,00       |
|                      |                 |             |             |              |              |
| Inscrits             | Inscrits        | Inscrits    | Inscrits    | 6 882        | 100,00       |
| Abstentions          | Abstentions     | Abstentions | Abstentions | 3 730        | 54,20        |
| Votants              | Votants         | Votants     | Votants     | 3 152        | 45,80        |
| Blancs               | Blancs          | Blancs      | Blancs      | 735          | 23,32        |
| Nuls                 | Nuls            | Nuls        | Nuls        | 174          | 5,52         |
| Exprimés             | Exprimés        | Exprimés    | Exprimés    | 2 243        | 71,16        |
| * conseiller sortant |                 |             |             |              |              |

### Canton de Laragne-Montéglin
| Candidats   | Candidats         | Partis      | Partis      | Premier tour | Premier tour | Second tour | Second tour |
| Candidats   | Candidats         | Partis      | Partis      | Voix         | %            | Voix        | %           |
| ----------- | ----------------- | ----------- | ----------- | ------------ | ------------ | ----------- | ----------- |
| 1           | Cyril Gamba       |             | FN          | 655          | 18,42        |             |             |
| 1           | Martine Lecointre |             | FN          | 655          | 18,42        |             |             |
| 2           | Michel Joannet    |             | DVD         | 763          | 21,46        |             |             |
| 2           | Brigitte Montet   |             | DVD         | 763          | 21,46        |             |             |
| 3           | Martine Garcin    |             | UMP         | 999          | 28,09        | 1 594       | 47,23       |
| 3           | Bruno Lagier      |             | UMP         | 999          | 28,09        | 1 594       | 47,23       |
| 4           | Florent Armand    |             | DVG         | 1 139        | 32,03        | 1 781       | 52,77       |
| 4           | Anne Truphème     |             | DVG         | 1 139        | 32,03        | 1 781       | 52,77       |
|             |                   |             |             |              |              |             |             |
| Inscrits    | Inscrits          | Inscrits    | Inscrits    | 5 795        | 100,00       | 5 831       | 100,00      |
| Abstentions | Abstentions       | Abstentions | Abstentions | 2 047        | 35,32        | 2 089       | 35,83       |
| Votants     | Votants           | Votants     | Votants     | 3 748        | 64,68        | 3 742       | 64,17       |
| Blancs      | Blancs            | Blancs      | Blancs      | 104          | 2,77         | 233         | 6,23        |
| Nuls        | Nuls              | Nuls        | Nuls        | 88           | 2,35         | 134         | 3,58        |
| Exprimés    | Exprimés          | Exprimés    | Exprimés    | 3 556        | 94,88        | 3 375       | 90,19       |

### Canton de Saint-Bonnet-en-Champsaur
| Candidats            | Candidats          | Partis      | Partis      | Premier tour | Premier tour |
| Candidats            | Candidats          | Partis      | Partis      | Voix         | %            |
| -------------------- | ------------------ | ----------- | ----------- | ------------ | ------------ |
| 1                    | Jérôme Bellon      |             | PCF         | 1 279        | 26,46        |
| 1                    | Danielle Ricard    |             | PCF         | 1 279        | 26,46        |
| 2                    | Béatrice Allosia * |             | UMP         | 3 555        | 73,54        |
| 2                    | Patrick Ricou *    |             | UMP         | 3 555        | 73,54        |
|                      |                    |             |             |              |              |
| Inscrits             | Inscrits           | Inscrits    | Inscrits    | 9 455        | 100,00       |
| Abstentions          | Abstentions        | Abstentions | Abstentions | 4 025        | 42,57        |
| Votants              | Votants            | Votants     | Votants     | 5 430        | 57,43        |
| Blancs               | Blancs             | Blancs      | Blancs      | 365          | 6,72         |
| Nuls                 | Nuls               | Nuls        | Nuls        | 231          | 4,25         |
| Exprimés             | Exprimés           | Exprimés    | Exprimés    | 4 834        | 89,02        |
| * conseiller sortant |                    |             |             |              |              |

### Canton de Serres
| Candidats            | Candidats       | Partis      | Partis      | Premier tour | Premier tour |
| Candidats            | Candidats       | Partis      | Partis      | Voix         | %            |
| -------------------- | --------------- | ----------- | ----------- | ------------ | ------------ |
| 1                    | Élisabeth Fages |             | DVG         | 1 616        | 46,38        |
| 1                    | Lionel Tardy    |             | PCF         | 1 616        | 46,38        |
| 2                    | Françoise Pinet |             | DVD         | 1 868        | 53,62        |
| 2                    | Gérard Tenoux * |             | DVD         | 1 868        | 53,62        |
|                      |                 |             |             |              |              |
| Inscrits             | Inscrits        | Inscrits    | Inscrits    | 6 621        | 100,00       |
| Abstentions          | Abstentions     | Abstentions | Abstentions | 2 557        | 38,62        |
| Votants              | Votants         | Votants     | Votants     | 4 064        | 61,38        |
| Blancs               | Blancs          | Blancs      | Blancs      | 293          | 7,21         |
| Nuls                 | Nuls            | Nuls        | Nuls        | 287          | 7,06         |
| Exprimés             | Exprimés        | Exprimés    | Exprimés    | 3 484        | 85,73        |
| * conseiller sortant |                 |             |             |              |              |

### Canton de Tallard
| Candidats            | Candidats            | Partis      | Partis      | Premier tour | Premier tour | Second tour | Second tour |
| Candidats            | Candidats            | Partis      | Partis      | Voix         | %            | Voix        | %           |
| -------------------- | -------------------- | ----------- | ----------- | ------------ | ------------ | ----------- | ----------- |
| 1                    | Jean-Michel Arnaud * |             | UMP         | 1 916        | 42,20        | 2 226       | 47,48       |
| 1                    | Dominique Boubault   |             | DVD         | 1 916        | 42,20        | 2 226       | 47,48       |
| 2                    | Rémy Oddou           |             | DVG         | 1 373        | 30,24        | 2 462       | 52,52       |
| 2                    | Patricia Vincent     |             | DVG         | 1 373        | 30,24        | 2 462       | 52,52       |
| 3                    | Roger Grimaud        |             | DVD         | 1 251        | 27,56        |             |             |
| 3                    | Noëlle Stefani       |             | DVD         | 1 251        | 27,56        |             |             |
|                      |                      |             |             |              |              |             |             |
| Inscrits             | Inscrits             | Inscrits    | Inscrits    | 7 741        | 100,00       | 7 742       | 100,00      |
| Abstentions          | Abstentions          | Abstentions | Abstentions | 2 849        | 36,8         | 2 728       | 35,24       |
| Votants              | Votants              | Votants     | Votants     | 4 892        | 63,2         | 5 014       | 64,76       |
| Blancs               | Blancs               | Blancs      | Blancs      | 253          | 5,17         | 204         | 4,07        |
| Nuls                 | Nuls                 | Nuls        | Nuls        | 99           | 2,02         | 122         | 2,43        |
| Exprimés             | Exprimés             | Exprimés    | Exprimés    | 4 540        | 92,8         | 4 688       | 93,5        |
| * conseiller sortant |                      |             |             |              |              |             |             |

### Canton de Veynes
| Candidats            | Candidats            | Partis      | Partis      | Premier tour | Premier tour |
| Candidats            | Candidats            | Partis      | Partis      | Voix         | %            |
| -------------------- | -------------------- | ----------- | ----------- | ------------ | ------------ |
| 1                    | Pierre Schiazza      |             | PS          | 728          | 25,18        |
| 1                    | Laurence Vinckier    |             | PS          | 728          | 25,18        |
| 2                    | Jean-Marie Bernard * |             | UMP         | 1 543        | 53,37        |
| 2                    | Bernadette Saudemont |             | DVD         | 1 543        | 53,37        |
| 3                    | Karine Briancon      |             | EELV        | 620          | 21,45        |
| 3                    | Jean-Claude Charitat |             | E!          | 620          | 21,45        |
|                      |                      |             |             |              |              |
| Inscrits             | Inscrits             | Inscrits    | Inscrits    | 5 611        | 100,00       |
| Abstentions          | Abstentions          | Abstentions | Abstentions | 2 375        | 42,33        |
| Votants              | Votants              | Votants     | Votants     | 3 236        | 57,67        |
| Blancs               | Blancs               | Blancs      | Blancs      | 221          | 6,83         |
| Nuls                 | Nuls                 | Nuls        | Nuls        | 124          | 3,83         |
| Exprimés             | Exprimés             | Exprimés    | Exprimés    | 2 891        | 89,34        |
| * conseiller sortant |                      |             |             |              |              |